# Liste der Monuments historiques in Toussus-le-Noble
Die Liste der Monuments historiques in Toussus-le-Noble führt die Monuments historiques in der französischen Gemeinde Toussus-le-Noble auf.

## Liste der Bauwerke
| Bezeichnung       | Beschreibung | Standort | Kennzeichnung | Schutzstatus | Datum | Bild           |
| ----------------- | ------------ | -------- | ------------- | ------------ | ----- | -------------- |
| Porte de Trousalé |              | (Lage)   | PA00087656    | Inscrit      | 1989  | weitere Bilder |